# Silent Hunter 5: Battle of the Atlantic
Silent Hunter 5: Battle of the Atlantic – komputerowy symulator okrętu podwodnego w realiach II wojny światowej, wyprodukowany i wydany w 2010 przez Ubisoft. Jest to piąta część serii Silent Hunter.

## Opis gry
Akcja Silent Hunter 5 toczy się na okrętach podwodnych niemieckiej Kriegsmarine w czasie działań wojennych na Atlantyku. Gracz ma możliwość dowodzenia U-Bootami typu VII.
Po raz pierwszy w historii serii, gracze mogą obserwować rozgrywkę z perspektywy pierwszej osoby i prowadzić załogę w kampanii, która obejmuje lata 1939–1943.

## Cechy gry
- Możliwość poruszania się po wszystkich częściach okrętu podwodnego i widoku z perspektywy pierwszej osoby (First-person perspective);
- Bezpośrednia interakcja członków załogi i symulacja ich napięcia i obaw;
- Przebudowany interfejs użytkownika w porównaniu z wcześniejszymi wydaniami, zawierający tryb dla początkujących i tryb, w którym gracz może kontrolować cały okręt podwodny na własną rękę;
- System DRM, który wymaga stałego połączenia z Internetem[1][2].

## Edycje
- Silent Hunter 5: Battle of the Atlantic (wydanie kolekcjonerskie) – prócz standardowej edycji, która zawiera grę i instrukcję, wydana została tzw. edycja kolekcjonerska, która posiada oficjalny poradnik do gry zawierający informacje o okrętach podwodnych, jednostkach nawodnych, załodze, mapę bitwy o Atlantyk oraz CD z oficjalną ścieżką dźwiękową.